# Nishiiwai-gun

Der Landkreis Nishiiwai (gelb) in der Präfektur Iwate

Nishiiwai (jap. 西磐井郡, -gun) ist ein Landkreis im Südwesten der Präfektur Iwate auf Honshū, der Hauptinsel von Japan.
Im Jahr 2005 umfasste der Landkreis eine Fläche von 63,39 km²; die geschätzte Einwohnerzahl betrug 8782, die Bevölkerungsdichte mithin circa 139 Einwohner/km².

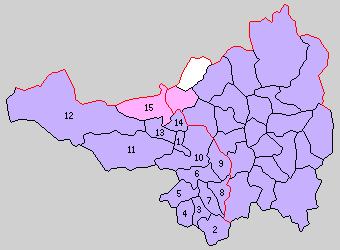
Gemeinden in den seit 1879 getrennten Kreisen Nishi- (West-; nummeriert) und Higashi-Iwai (Ost-Iwai) nach der Großen Meiji-Gebietsreform 1889
15.: das damalige Dorf Hiraizumi (平泉村); 1953 wurde es zur Stadt und fusionierte 1955 mit dem Dorf Nagashima aus Ost-Iwai, heutige Ausdehnung in pink.
1.: die damalige Kreisstadt Ichinoseki (一関町), heutige Ausdehnung als kreisfreie Stadt in lila.

Der Landkreis besteht seit 2005 nur noch aus der Stadt Hiraizumi.